# Dipsas articulata
Dipsas articulata este o specie de șerpi din genul Dipsas, familia Colubridae, descrisă de Cope 1868. Conform Catalogue of Life specia Dipsas articulata nu are subspecii cunoscute.